# État grec
Pour l’article ayant un titre homophone, voir États grecs.
Cet article concerne le régime collaborateur de la Seconde Guerre mondiale. Pour l'État grec de façon générale, voir Grèce et Politique en Grèce.
1941–1944
Entités précédentes :
- Royaume de Grèce

Entités suivantes :
- Royaume de Grèce

L'État grec ou État hellénique (en grec moderne : Ελληνική Πολιτεία, Ellinikí Politeía) est un régime fantoche et collaborateur mis en place par l'occupant nazi et fasciste en Grèce, durant la Seconde Guerre mondiale. Créé en 1941, il lutte activement contre la résistance grecque et dure jusqu'à la libération du pays en 1944.

## Histoire
Après l'invasion de la Grèce par les puissances de l'Axe en 1941, le général républicain Georgios Tsolakoglou est nommé Premier ministre du pays par l'occupant le 30 avril 1941. Le roi Georges II ayant quitté le territoire avec le gouvernement légitime pour former un gouvernement en exil, le nouveau régime interdit toute référence à la monarchie, dont Tsolakoglou annonce l'abolition, et utilise sur ses documents officiels le nom d'État grec.
Même si Tsolakoglou voit dans l'invasion allemande l'opportunité d'abolir la monarchie, son régime collaborateur n'a pas d'orientation politique. La mise en place d'un gouvernement grec collaborateur est considérée comme une nécessité par les forces de l'Axe afin de donner un semblant de légitimité à leur occupation, même si à aucun moment elles ne souhaitent donner un réel pouvoir aux autochtones.
Après l'invasion, les infrastructures grecques sont totalement détruites. Les biens matériels et la nourriture sont réquisitionnés par l'occupant. Le gouvernement collaborateur est obligé de payer de lourds « dédommagements » aux puissances occupantes (parce que le pays avait osé leur résister) et de subventionner l'occupation. Dans le même temps, le blocus maritime imposé par les Alliés interdit l'approvisionnement. Dans ces conditions, l'inflation augmente et, durant l'hiver 1941-1942, une « Grande famine » (Μεγάλος Λιμός) cause la mort d'environ 300 000 personnes.
Le gouvernement collaborateur n'ayant aucune légitimité ni les moyens d'administrer le pays, Tsolakoglou demande à l'occupant une plus grande latitude politique et menace bientôt de démissionner. L'exigence des Allemands de mettre en place un service de travail obligatoire précipite la chute du chef de l'État. Le 17 novembre 1942, il est démis de ses fonctions et remplacé par Konstantinos Logothetopoulos. Mais lorsque le nouveau gouvernement annonce que 80 000 citoyens doivent partir travailler en Allemagne, des manifestations et des grèves secouent le pays et la décision est finalement révoquée. Logothetopoulos, qui ne tarde pas à protester contre les mesures prises par l'occupant, est lui-même démis de ses fonctions le 6 avril 1943. Malgré les protestations des Italiens, qui auraient préféré voir nommé le ministre des Finances Sotirios Gotzamanis (el), c'est Ioánnis Rállis, un homme politique monarchiste, qui le remplace. Peu de temps après, le nouveau chef de l'État crée les Bataillons de sécurité, une milice ultra-nationaliste chargée de combattre la résistance grecque, accusée par la propagande d'être à la solde des Britanniques ou des Soviétiques.

Le retrait des Allemands de Grèce et la libération du pays en octobre 1944 par la résistance grecque, les troupes loyalistes du gouvernement en exil et les britanniques, scelle la fin du gouvernement collaborateur : Tsolakoglou, Logothetopoulos et Rallis sont alors arrêtés. Le nouveau gouvernement monarchiste, ignorant les accords entre Alliés et craignant un basculement de la Grèce dans l'aire d'influence communiste en raison de la puissance et du prestige de la résistance communiste, ne fait guère d'effort pour punir les collaborateurs, ce qui accentue les tensions qui vont bientôt conduire à la guerre civile grecque.

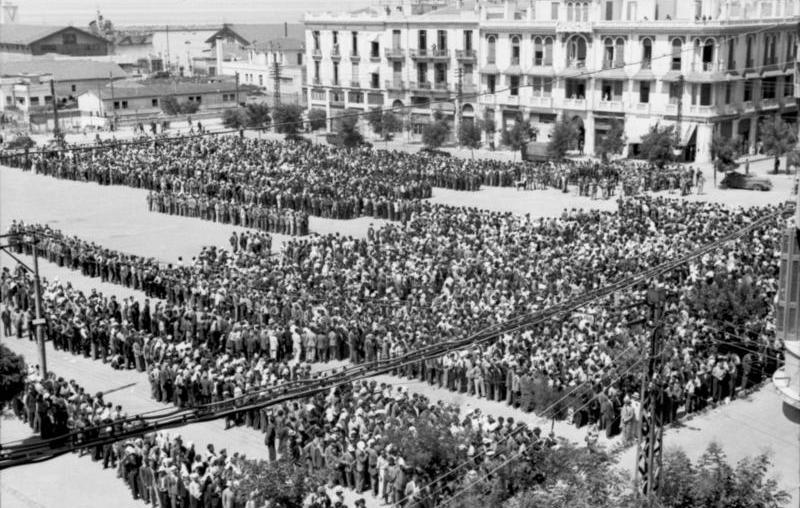
Le rassemblement des juifs de Thessalonique (juillet 1942).

## La Shoah en Grèce
Dans les régions occupées par l'Allemagne nazie et la Bulgarie, 86 % des Juifs grecs sont massacrés, en dépit des efforts de l'Église grecque et de la population grecque pour les protéger. Certains juifs grecs reçoivent ainsi le soutien de leurs voisins qui parviennent à les cacher et à empêcher leur déportation. L'État grec collaborateur, en revanche, n'a rien fait pour protéger ses citoyens juifs et certaines milices de Rállis ont même participé aux rafles, notamment à Ioánnina.
Le 11 juillet 1942, les 53 000 juifs de Thessalonique sont rassemblés par les Allemands en vue de leur déportation vers les camps nazis. L'État grec se posant en médiateur, les juifs acceptent alors de payer 2,5 milliards de drachmes pour racheter leur liberté mais en échange, l'État grec et la municipalité collaborationniste exigent l'abandon du cimetière juif de Salonique qui contenait de 300 000 à 500 000 tombes : les Juifs commencèrent le transfert des tombes vers deux terrains qui leur avaient été alloués en périphérie, mais les autorités municipales, prétextant la lenteur de l'opération, envoyèrent 500 ouvriers pour détruire les tombes. Le cimetière ne tarda pas à être transformé en une vaste carrière où Bulgares et Allemands venaient chercher des pierres tombales comme matériel de construction. Un mois plus tard, 46 091 personnes sont finalement déportées vers Auschwitz, dont seules 1 950 survivent et rentrent en Grèce, où elles trouvent leurs soixante synagogues et écoles détruites.
Dans les régions occupées par l'Italie, les juifs sont relativement épargnés jusqu'à la chute du régime fasciste, en 1943. À cette date, les nazis remplacent les Italiens comme occupants et les déportations commencent.
Au début du mois de juin 1944, les Alliés bombardent Corfou pour faire diversion au débarquement en Normandie qui se prépare. La Gestapo rassemble alors les juifs de la ville de Corfou et les enferme temporairement dans le « vieux fort », le Palaio Frourio. Le 10 juin, les juifs corfiotes sont finalement déportés par bateaux vers Trieste et de là vers Auschwitz, où la majorité trouve la mort,. Malgré tout, environ 200 des 1 900 juifs insulaires parviennent à échapper à la déportation. Nombreux sont en effet les Grecs chrétiens qui les cachent et leur offrent leur soutien.
Dans le Dodécanèse également, la chute de Mussolini a des conséquences néfastes sur la population juive locale. En effet, les Allemands remplacent aussitôt les Italiens et repoussent les Britanniques (que les Américains refusent d'aider), et, en juillet 1944, environ 1 750 juifs de Rhodes et de Cos sont ainsi déportés à Auschwitz et exterminés.

## Liste des chefs du gouvernement collaborateur
- 30 avril 1941 - 2 décembre 1942 : Geórgios Tsolákoglou
- 2 décembre 1942 - 7 avril 1943 : Konstantínos Logothetópoulos
- 7 avril 1943 - 12 octobre 1944 : Ioánnis Rállis